# Buradeo
Buradeo (부라더?), noto anche con il titolo internazionale The Bros, è un film del 2017 scritto e diretto da Chang You-jeong.

## Trama
Due fratelli caratterialmente diversi, Lee Seok-bong e Lee Joo-bong, si ritrovano per il funerale del loro padre; tornando a casa, per sbaglio investono una misteriosa ragazza, Oh Ro-ra, che tuttavia li porta a conoscere meglio sé stessi e il loro passato.